# Tredje Genèvekonventionen
Tredje Genèvekonventionen är en internationell överenskommelse inom den humanitära rätten som reglerar krigsfångars behandling samt vilka grupper som räknas som kombattanter och därmed har rätt att behandlas som krigsfångar. Den första versionen tillkom 1929, och den reviderades 1949 efter erfarenheter från det andra världskriget. Till konventionen hör ett tilläggsprotokoll från 1977. Konventionen säger att krigsfångar ska behandlas humant, skyddas mot våld, hot och förolämpningar och att de inte ska utsättas för allmänhetens nyfikenhet.